# Вивиан (граф Тура)
Вивиан (Вивьен; лат. Vivian, фр. Vivien; погиб 22 августа 851) — граф Тура (844—851), ректор (светский аббат) монастырей Святого Мартина и Мармутье в Туре.

## Биография

### Исторические источники
О Вивиане упоминается в целом ряде раннесредневековых источников. Больше всего сведений о нём сохранилось в дарственных хартиях правителя Западно-Франкского государства Карла II Лысого. Также о связанных с Вивианом событиях упоминается в нескольких франкских анналах, таких как «Бертинские анналы», «Фонтенельская хроника» и «Ангулемские анналы», а также в хрониках Регино Прюмского и Адемара Шабанского. О Вивиане как аббате сообщается в сочинении «Liber revelationum» его современника Одрада Модика.

### Происхождение
Происхождение Вивиана точно не установлено. На основании ономастических данных предполагается, что он мог состоять в близком родстве с Роргонидами или даже быть членом этой семьи. Вероятно, среди родственников Вивиана были представители и других знатных франкских семейств: Этихонидов и Канкоридов. Согласно дарственной хартии, данной 7 января 846 года аббатству Святого Филиберта в Турню, у Вивиана был брат Райнальд (Регинальд).
Предполагается, что отцом обоих братьев мог быть граф Вивиан, сторонник императора Людовика I Благочестивого во время смуты во Франкском государстве 830—834 годов. По свидетельству Нитхарда, этот Вивиан погиб в 834 году в Бретонской марке, сражаясь против сподвижников Лотаря I. Ещё одним возможным родственником Вивиана мог быть граф Нанта Регинальд, павший в 843 году в сражении при Блене с нанятым Ламбертом войском викингов во главе с Гастингом. Таким образом, Вивиан, вероятно, был выходцем из Нейстрии и принадлежал к высшим кругам знати Франкского государства.

### Правление
Первое упоминание о Вивиане в современных ему источниках датируется февралём 843 года. Тогда в одной из хартий правителя Западно-Франкского государства Карла II Лысого Вивиан был назван королевским камерарием (казначеем). Всего же в том году было издано по крайней мере пять хартий, данных королём по просьбе графа Вивиана. Предполагается, что приближая к себе Вивиана, Карл Лысый намеревался противопоставить его самому могущественному магнату своего королевства, Адаларду Сенешалю, начавшему проявлять симпатии к императору Лотарю I. Окончательный разрыв между монархом и Адалардом произошёл в самом начале 844 года. Попавший в опалу Адалард Сенешаль был вынужден покинуть Западно-Франкское королевство: сначала он перешёл на службу к правителю Восточно-Франкского королевства Людовику II Немецкому, а затем к императору Лотарю I. Вероятно, не последнюю роль в изгнании Адаларда сыграл Вивиан. В качестве благодарности за проявленную верность Карл II Лысый передал во второй половине того же года Вивиану часть должностей Адаларда. Среди прочего, тот стал правителем Турского графства. Первая королевская хартия, в которой Вивиан был назван управляющим этим владением, датирована 5 января 845 года. Ещё раньше королём был возвышен брат Вивиана Райнальд: в декабре 843 года он был возведён в сан аббата турского монастыря Мармутье, став преемником Адаларда Сенешаля.
Не позднее декабря 845 года граф Вивиан получил от Карла II Лысого так же сан аббата монастыря Святого Мартина в Туре. Это было одно из богатейших аббатств Западно-Франкского королевства того времени, находившееся под особым покровительством королевской семьи. Вивиан стал первым светским аббатом этой обители, назначенным правителями Франкского государства без согласования с монастырской братией. По свидетельству современника событий Одрада Модика, после изгнания Адаларда Сенешаля должность аббата монастыря Святого Мартина долгое время оставалась вакантной, из-за неспособности насельников обители договориться между собой о кандидатуре нового настоятеля. Когда же король дал аббатство в управление Вивиану, монастырская братия возмутилась решением монарха, посчитав это назначение нарушением своего права самим избирать себе аббата. Однако, несмотря на это, Вивиан владел аббатским саном до самой своей смерти.
В качестве благодарности за покровительство Вивиан на Рождество Христово 845 года преподнёс своему благодетелю, королю Карлу II Лысому, ценный подарок — иллюминированную рукопись, известную как «Первая Библия Карла Лысого» или «Вивианская Библия». В посвятительной надписи сообщается, что манускрипт был изготовлен в скриптории монастыря Святого Мартина по повелению Вивиана, и торжественно передан западно-франкскому монарху монастырской братией во время посещения тем обители. На одной из миниатюр Библии изображён сам граф Вивиан, лично преподносящий королю рукопись. 830-е—840-е годы, когда монастырём Святого Мартина управляли аббаты Адалард Сенешаль и Вивиан, медиевисты называют «золотым веком» в истории этой обители.
Во второй половине 840-х годов Вивиан неоднократно упоминался в королевских хартиях. Так, в 845 году в одном из документов он был снова упомянут как доверенное лицо (лат. fidelem nostrum) Карла II Лысого. 27 декабря того же года граф Тура вместе с графом Нанта Ламбертом II передал аббатству Святого Филиберта церковь в селении Кюно. Предполагается, что это дарение, совершённое при посредничестве короля, было актом примирения между графами Вивианом и Ламбертом II, семьи которых враждовали между собой. 6 января 846 года Вивиан и его брат Райнальд сделали ещё одно дарение монастырю Святого Филиберта. Последняя дарственная королевская грамота, данная по просьбе Вивиана, датирована 849 годом.
Вероятно, во второй половине 846 года, вскоре после своего возвращения из поездки в Рим, скончался аббат Райнальд, и Вивиан добился от Карла II Лысого права стать преемником своего брата в сане настоятеля монастыря Мармутье. Впервые как аббат этой обители граф Тура упоминался ещё в королевской хартии от 1 января 846 года. Однако известно, что Райнальд был настоятелем Мармутье до самой своей смерти. Поэтому предполагается, что в конце 845 года Вивиан мог быть назначен королём ректором этого монастыря. Полную же власть над аббатством граф Тура получил только после кончины своего брата.
Из Италии Райнальд привёз чудотворные мощи святого Горгония Никомедийского, полученные им от папы Сергия II. Первоначально священные реликвии были помещены в турскую базилику Святого Мартина. Однако в 847 году стараниями графа Вивиана в Мармутье была возведена новая церковь, куда и были перенесены мощи Горгония. Торжественная церемония состоялась 3 июля в присутствии самого Вивиана, а также архиепископа Тура Ландрана и епископа Нанта Актарда.
В начале 849 года по поручению Карла II Лысого граф Вивиан совершил поездку в Аквитанию. Здесь в марте он пленил Карла, поддержавшего мятеж своего брата, аквитанского короля Пипина II. Под надзором Вивиана Карл был доставлен ко двору правителя Западно-Франкского государства. В июне пленник был осуждён франкскими епископами на церковном соборе в Шартре и по повелению Карла Лысого пострижен в монахи.
В 851 году Вивиан принял участие в походе Карла II Лысого в Бретань. Эта военная акция сложилась крайне неудачно для франкского монарха: 22 августа в сражении при Женглане его войско потерпело тяжёлое поражение от бретонцев, возглавлявшихся Эриспоэ. Среди множества франков, павших на поле боя, был и Вивиан. По свидетельству «Ангулемских анналов», тело погибшего турского графа так и не было предано земле и его «сожрали дикие звери». Упоминая об этом факте, Одрад Модик писал, что столь незавидная участь графа Вивиана стала Божьим возмездием тому за пренебрежение правами и привилегиями монастырской братии аббатства Святого Мартина в Туре. Писавший через полвека после этих событий хронист Регино Прюмский приписывал убийство Вивиана графу Нанта Ламберту II, но это свидетельство ошибочно.
Вскоре после гибели Вивиана бо́льшая часть его владений — Турское графство и аббатство Мармутье — были переданы Карлом II Лысым Роберту Сильному. Известно, что Роберт стал непосредственным преемником Вивиана в сане светского аббата Мармутье. Об этом упоминается в хартии от 3 апреля 852 года. Однако Турское графство, как предполагается, сначала получил Конрад I Старый из рода Вельфов, а Роберт Сильный стал правителем этого феода только в 853 году. Преемником Вивиана в сане аббата монастыря Святого Мартина стал Гильдуин.
О детях графа Вивиана достоверных сведений не сохранилось. Возможно, что его дочерью могла быть Ришильда, супруга графа Макона Экхарда. Позднейшие виконты Бриуда и Оверни также могли быть потомками Вивиана.
Предполагается, что Вивиан мог стать одним из прототипов одноимённого персонажа жесты «Песнь о Гильоме».